# Dacrymyces chrysospermus
Dacrymyces chrysospermus är en svampart som beskrevs av Berk. & M.A. Curtis 1873. Dacrymyces chrysospermus ingår i släktet Dacrymyces och familjen Dacrymycetaceae.  Arten är reproducerande i Sverige. Inga underarter finns listade i Catalogue of Life.

## Bildgalleri

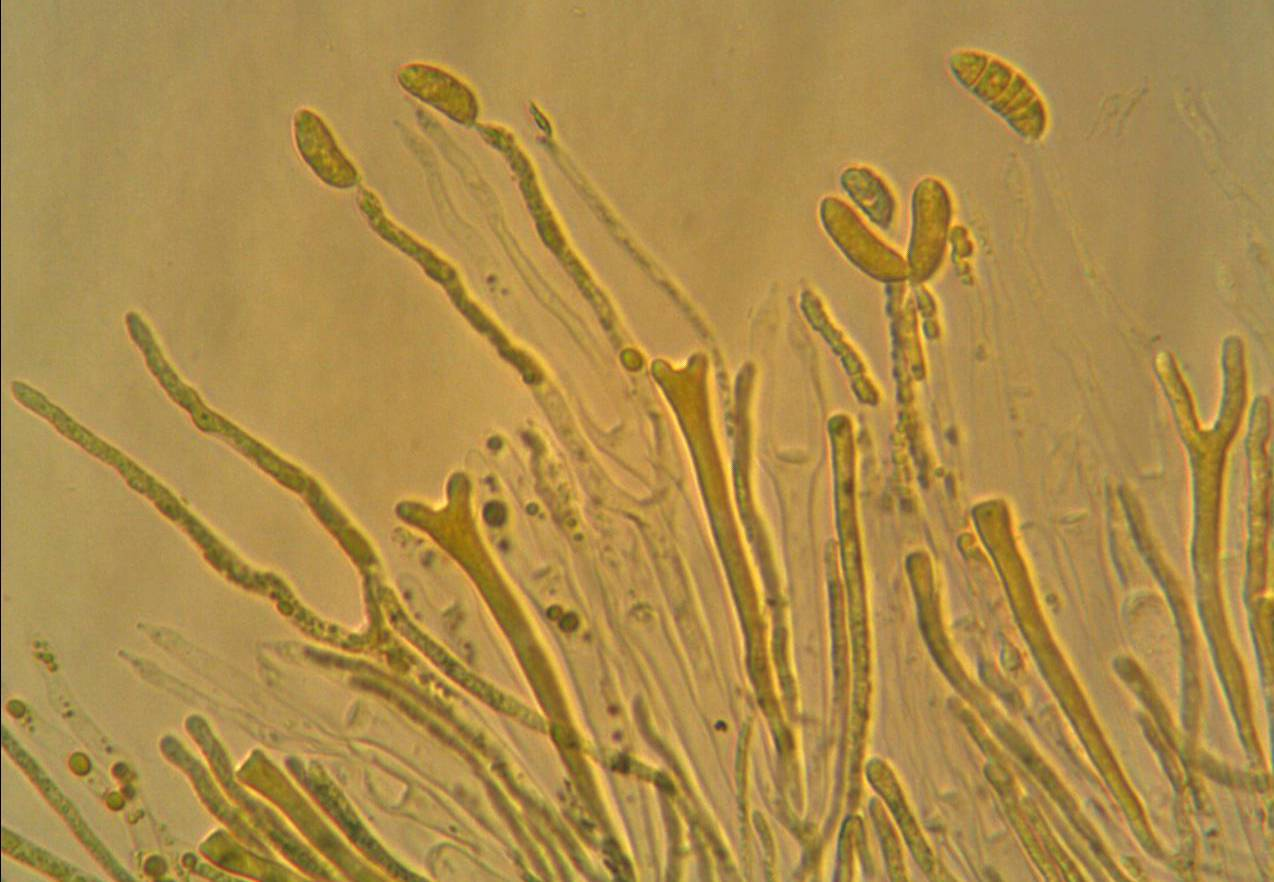
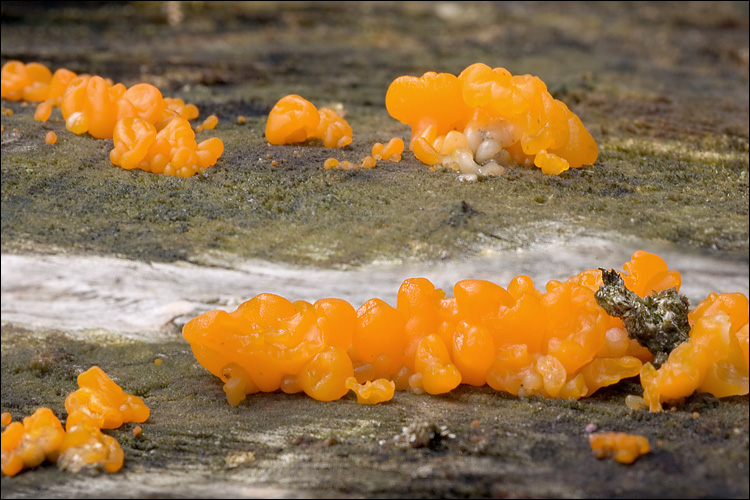
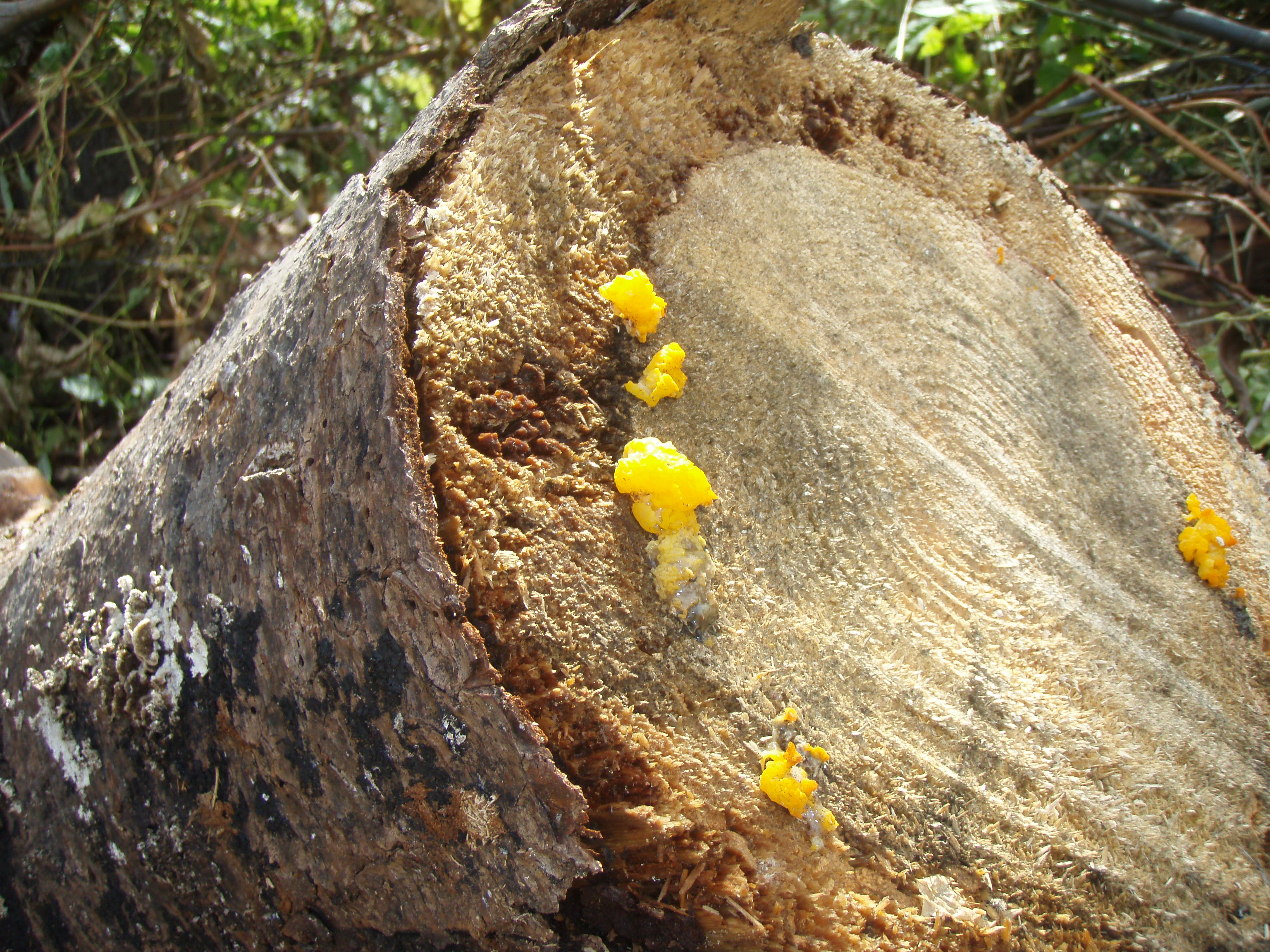
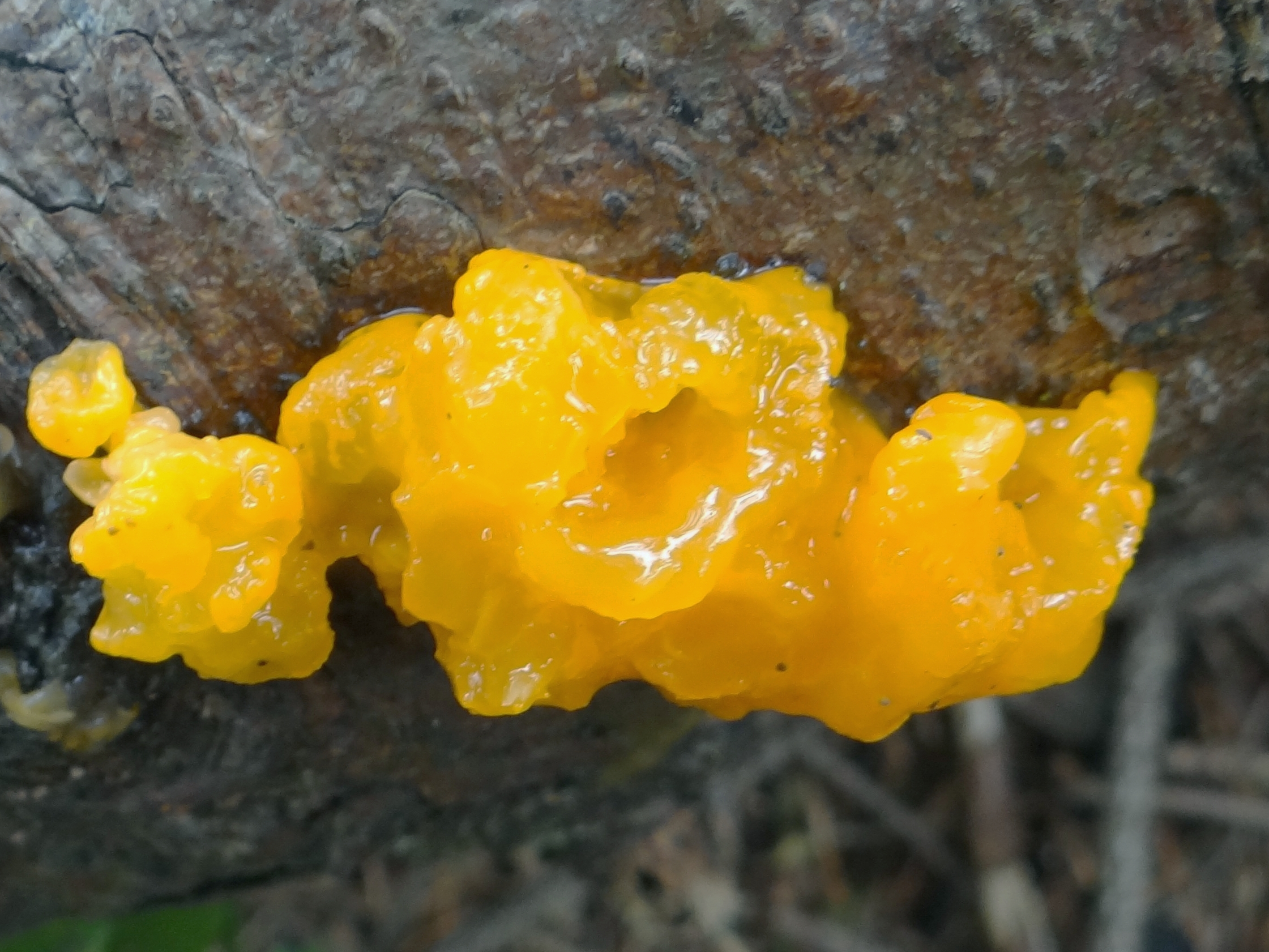
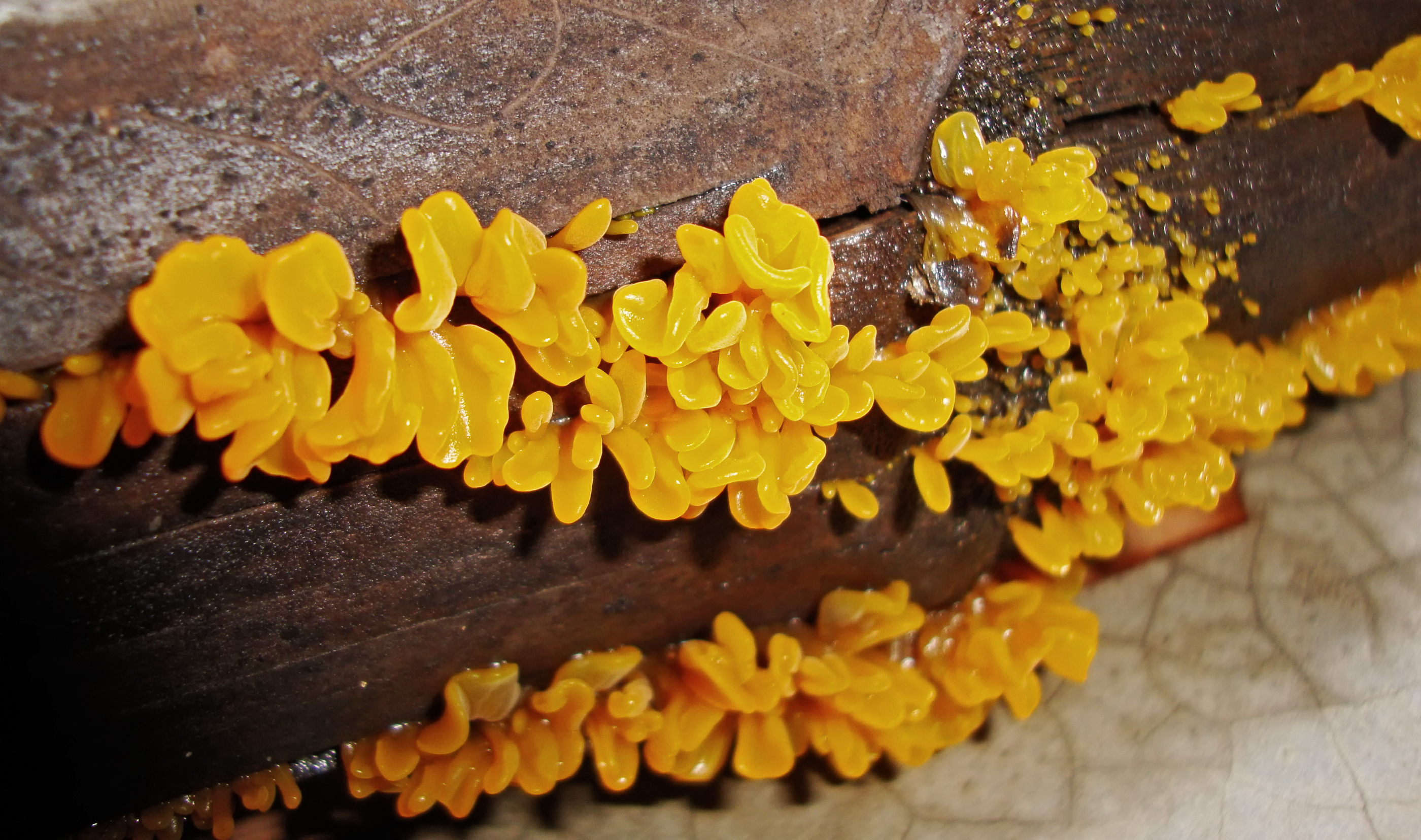